# 高輪ザ・レジデンス
高輪ザ・レジデンス（たかなわザ・レジデンス）は、東京都港区高輪一丁目にある超高層マンション。

## 概要
桜田通り沿いの角地、明治学院大学白金キャンパス向かい側の9,000㎡以上の敷地に建築された超高層マンションである。
設計は三菱地所設計、施工は大成建設。東京建物らにより分譲された。地上47階・地下1階建てのタワー棟と9階建てのテラス棟および1階建ての店舗棟で構成され、それらに囲まれるように枝垂桜、せせらぎの川、池などを設けた広大な庭園が配されている。建設地は「都心近接居住促進地域」に位置づけられ、居住人口の積極的回復が望まれていることから「都心居住型総合設計制度」の適用により容積率割増を受けた。
らせん階段を配した1階エントランスロビーと2階のメインロビーはMGMグランドラスベガスなどの内装も担当したデザイナー、Jerry Bealeの設計。共用施設として24階に数奇屋建築で知られる中村外二工務店施工の茶室や展望室があるほか、2階には3つのスパ設備がある。またアテンダントスタッフも配置されている。

## データ
最上階46・47階にあるメゾネット式住居の新築時分譲価格は最高約6億円であった。テラス棟1階には24時間営業のスーパー「LINCOS高輪店」、2階に歯科クリニック、店舗棟には美容室「Set's」、がある。

## 最寄駅
- 最寄り駅：
  - 東京メトロ南北線 白金台駅・白金高輪駅
  - 都営地下鉄浅草線 高輪台駅
  - 東日本旅客鉄道（JR東日本）・東海旅客鉄道（JR東海）品川駅